# Thaumasura femoralis
Thaumasura femoralis är en stekelart som först beskrevs av John Obadiah Westwood 1874.  Thaumasura femoralis ingår i släktet Thaumasura och familjen puppglanssteklar. Inga underarter finns listade i Catalogue of Life.